# 銀龍屬
銀龍屬是蜥腳下目薩爾塔龍科的一屬，是種草食性恐龍，生活於白堊紀的南美洲（阿根廷與烏拉圭），約9000萬年前。牠是最大型的恐龍之一，身長估計約20-30公尺長，約8公尺高，體重約80公噸。
模式種是「A. superbus」，由理查德·莱德克（Richard Lydekker）在1893年根據一塊巨型前肢化石而正式命名。屬名的argyros意為「銀」，由於牠們的化石是在阿根廷被發現，而阿根廷的國名又有「銀」的意思，故被稱為銀龍；種名在拉丁文意為「輝煌的」。
正模標本（編號MLP 77-V-29-1）是一個巨型左前肢骨頭。之後發現的一些化石，也被編入於銀龍，例如：肩帶、前肢、恥骨、股骨、以及一些背椎與尾椎。

## 外部連結
- Argyrosaurus page at the Dinosaur Encyclopedia （页面存档备份，存于）
- An image of Argyrosaurus （页面存档备份，存于）
- Argyrosaurus in the Paleobiology Database （页面存档备份，存于）
- Artist's impression of Argyrosaurus, with scaled holotype forelimb （页面存档备份，存于）